# مغد المنقار
مغمد المنقار Sheathbill .

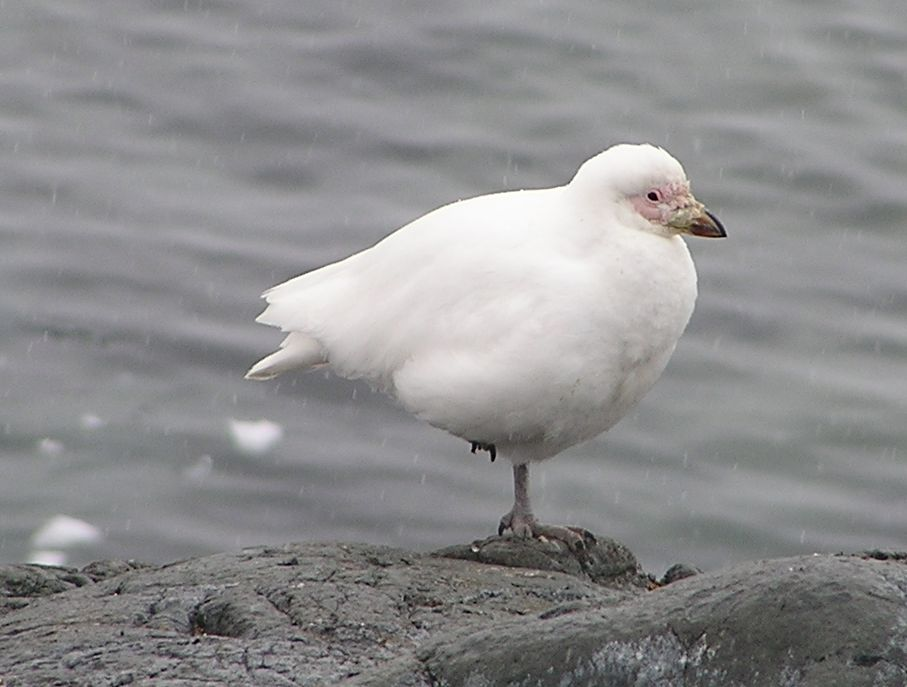

التوزع: نوعان في الجزر القطبية والمجاورة للقطب الجنوبي والشواطئ من رأس القرن وشرق بالمربينينسولا إلى جزر هيرد وكيرغولين. يعيش في الشواطئ الصخرية، ينتقل محليا.
الصفات المميزة: 38 سم. لونه أبيض نقي يشبه الحمامة له منقار وأرجل قصيرة ومتينة. وله غلاف قرني على شكل سرج فوق أعلى المنقار عند القاعدة. الأصبع كفية بشكل طفيف. الأصبع الخلفي غائب. له أشواك خفيفة على الجنحان. الجنسان متشابهان. وتتصل تركيبة مغمد المنقار بين طير الشواطئ والنورس. ربماكان منحدرا بشكل مباشر من أسلافه شائعة ينحرف منها كلا من المجموعتين.
العادات: طائر اجتماعي، داجن، مشاكس، أرضي بشكل كبير. لكنه يقوم بطيران طويل فوق الماء. يسبح جيدا لكن نادرا. يقتات بالبقايا الحيوانية والنياتية الموجودة في مستعمرات الطيور والفقمة. خاصة حول البحار الجليدية المتشعبة. ويأكل أيضا كميات كبيرة من الطعام الحيواني (الرخويات، والقشريات، الخ) والأعشاب البحرية. البيوض 2-3 الفراخ تتمتع بقدر كبير من النشاط المستقل منذ الولادة. ويحضنها كلا من الجنسين.
المرجع:
موسوعة طيور العالم